# Narciso Pascual Colomer

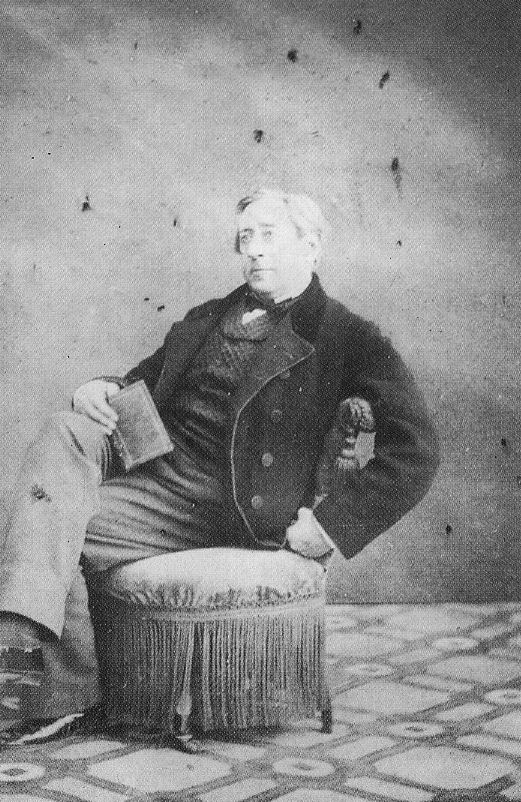
Narciso Pascual Colomer

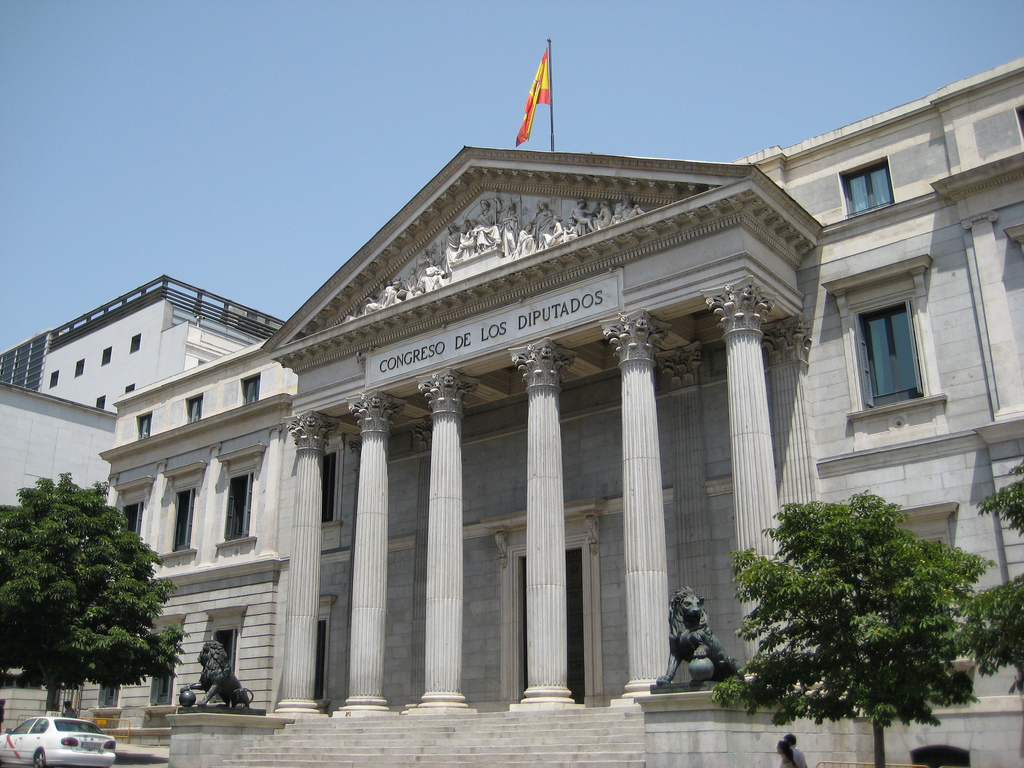
Palacio de las Cortes (Madrid, 1842–1850).

Narciso Pascual Colomer (Madrid, 1808 – Lisbona, 15 giugno 1870) è stato un architetto spagnolo, fra i più rilevanti all'epoca del regno di Isabella II di Spagna, esponente del tardo neoclassicismo e dello storicismo.

## Biografia
Dopo aver completato gli studi primari e secondari a Madrid dove si laureò nella sezione di architettura dell'Accademia di San Fernando nel 1833. Nella capitale spagnola divenne l'architetto di corte, diventando uno dei preferiti della regina e di conseguenza in tutta la città. Va notato che fu il primo architetto che diresse la Scuola di architettura di Madrid, abbinando l'insegnamento alla progettazione di edifici nella capitale, che furono e sono molto importanti come sedi della politica. Tra questi il Palazzo delle Corti di Spagna (1843-1850), il Palacio de Vistalegre e il palazzo del Marchese di Salamanca (1845-1858). Oltre al suo lavoro di architetto, e molto collegato ad esso, si occupò del restauro di edifici, del quale si ricorda il progetto per l'Università Centrale di Madrid, l'Osservatorio reale di Madrid e la chiesa di San Jerónimo el Real, su commessa del re consorte Francesco d'Assisi di Borbone-Spagna, edificio a cui aggiunse una torre neo-gotica, rifacendo anche cornici, pinnacoli e la facciata principale, gravemente danneggiata durante la guerra d'indipendenza.
Ma senza dubbio la più famosa opera è il citato Palazzo delle Corti sede del Congresso dei deputati, una struttura assiale e a pianta simmetrica, all'interno della quale si trova la Sala delle sessioni, organizzata come un ferro di cavallo (ora chiamato emiciclo) e coperta da una grande cupola, dipinta da Carlos Luis de Ribera. La sua magnifica facciata è suddivisa in tre piani e tre corpi, sulla quale esiste un portico centrale sporgente in ordine corinzio, sormontato da un frontone con timpano a tema allegorico, in cui compare la personificazione della Spagna che porta la Costituzione.
Per quanto riguarda il suo ruolo di urbanista, gli si deve la sistemazione della zona immediatamente vicina al Palazzo reale di Madrid. Su iniziativa della regina Isabella II, progettò la sistemazione finale della Plaza de Oriente, che si estende lungo la facciata orientale di quell'edificio. Progettò anche la piazza dell'armeria, situata a sud del palazzo e i giardini di Campo del Moro, che si trovano ad ovest di esso.